# Красная книга Республики Карелия
Красная книга Республики Карелия — аннотированный список редких и находящихся под угрозой исчезновения животных, растений и грибов Республики Карелия.

## Издания
В первую (неофициальную) Красную книгу Карелии, вышедшую в 1985 году, были включены сведения о 160 видах сосудистых растений, 22 — грибов, 36 — позвоночных (9 — млекопитающих, 21 — птиц, 2 — земноводных, 4 — пресмыкающихся) и 31 — насекомых.
В 1995 году вышло первое издание Красной книги, подготовленное Министерством экологии и природных ресурсов Республики Карелия совместно с Карельским научным центром РАН и Петрозаводским государственным университетом. Первое издание включало 755 таксонов: 390 видов и подвидов растений (в том числе 205 — сосудистых растений, 86 — мхов, 76 — лишайников и 24 вида грибов), а также 365 видов животных (из них млекопитающих — 26, птиц — 47, пресмыкающихся — 3, земноводных — 2, насекомых — 255, моллюсков и высших ракообразных — 4).
В 2007 году вышло второе издание Красной книги тиражом 2500 экземпляров в новой, изменённой и дополненной редакции. Перечень объектов растительного и животного мира, занесённых в это издание, был утверждён приказом Министерства сельского, рыбного хозяйства и экологии Республики Карелия, чего не было сделано в издании 1995 года. Теперь Красная книга Республики Карелия обрела официальный статус. В неё включены новые группы организмов, отсутствовавшие в первом издании, — это печёночные мхи и древесиноразрушающие (афиллофоровые) грибы. Второе издание включало 881 таксон: 199 — сосудистых растений, 142 — мохообразных, 109 — лишайников, 61 — грибов, 23 — млекопитающих, 51 — рыб, 2 — пресмыкающихся, 1 — земноводных, 17 — рыб, 172 — насекомых, 2 — моллюсков и 2 — ракообразных.
В конце 2016 года перечень видов был обновлён: у части изменена категория статуса, исключены 76 объектов растительного и 35 объектов животного мира.
В 2020 году вышло третье, исправленное и дополненное издание Красной книги тиражом 1000 экземпляров. В отличие от предыдущего издания, в него включён Список объектов животного и растительного мира, нуждающихся в особом внимании (мониторинге). С 2020 года в перечнях редких и находящихся под угрозой исчезновения объектов растительного и животного мира на территории Республики Карелия внесено 774 объекта растительного и животного мира (к нуждающимся в особом внимании отнесены 143 таксона), но третье издание включает описания только 310 таксонов (около 40 %) — это единственная Красная книга субъекта России, в которой описаны не все охраняемые таксоны.

## Категории охраны
В третьем издании оценка состояния видов и популяций проведена по категориям, сочетающим как категории Красной книги Российской Федерации, так и категории Международного союза охраны природы, которые соотносятся следующим образом:
| Категории Красной книги России            | Категории по системе МСОП                                                   | Категории Красной книги Республики Карелия |
| 0 — вероятно исчезнувшие                  | RE — вероятно исчезнувшие в регионе                                         | 0 (RE)                                     |
| 1 — находящиеся под угрозой исчезновения  | CR — находящиеся в критическом состоянии (на грани исчезновения)            | 1 (CR)                                     |
| 2 — сокращающиеся в численности           | EN — находящиеся в опасном состоянии (исчезающие)                           | 2 (EN)                                     |
| 3 — редкие                                | VU — уязвимые                                                               | 3 (VU)                                     |
| 3 — редкие                                | NT — находящиеся в состоянии, близком к угрожаемому (потенциально уязвимые) | 3 (NT)                                     |
| 3 — редкие                                | LC — вызывающие наименьшие опасения                                         | 3 (LC)                                     |
| 4 — неопределённые по статусу             | DD — недостаточно изученные                                                 | 4 (DD)                                     |
| 5 — восстановленные и восстанавливающиеся | (отсутствует)                                                               | 5                                          |

## Списки видов

### Растения и грибы
- Woodsia alpina — Вудсия альпийская 3(VU)
- Woodsia glabella — Вудсия гладкая 4(DD)
- Gymnocarpium continentale — Голокучник континентальный 4(DD)
- Gymnocarpium robertianum — Голокучник Роберта 3(VU)
- Cystopteris dickieana — Пузырник Дайка 3(NT)
- Polystichum lonchitis — Многорядник копьевидный 4(DD)
- Asplenium viride — Костенец зеленый 3(VU)
- Asplenium ruta-muraria — Костенец стенной 3(VU)
- Botrypus virginianus — Гроздовник виргинский 3(VU)
- Botrychium lanceolatum — Гроздовник ланцетный 3(NT)
- Botrychium simplex — Гроздовник простой 4(DD)
- Botrychium matricariifolium — Гроздовник ромашколистный 3(VU)
- Botrychium boreale — Гроздовник северный 3(NT)
- Diphaziastrum tristachyum — Дифазиаструм трехколосковый 3(VU)
- Isoetes echinospora — Полушник колючеспоровый 5(LC)
- Isoetes lacustris — Полушник озерный 5(LC)
- Potamogeton rutilus — Рдест красноватый 3(NT)
- Potamogeton pusillus — Рдест маленький 1(CR)
- Potamogeton friesii — Рдест Фриза 3(NT)
- Zannichellia palustris var. pedicellata — Дзанникеллия длинноножковая 3(VU)
- Najas flexilis — Каулиния гибкая 4(DD)
- Festuca sabulosa — Овсяница дюнная 3(NT)
- Agrostis clavata — Полевица булавовидная 3(NT)
- Trisetum sibiricum — Трищетинник сибирский 3(NT)
- Cinna latifolia — Цинна широколистная 3(NT)
- Elymus fibrosus — Элимус волокнистый 4(DD)
- Elymus scandicus — Элимус скандинавский 3(VU)
- Drymochloa sylvatica — Лесовка лесная 1(CR)
- Carex bergrothii — Осока Бергрота 3(NT)
- Carex riparia — Осока береговая 3(VU)
- Carex bigelowii — Осока Бигелоу 3(VU)
- Carex bohemica — Осока богемская 3(NT)
- Carex disticha — Осока двурядная 4(DD)
- Carex acutiformis — Осока заостренная 4(DD)
- Carex jemtlandica — Осока йемтландская 3(VU)
- Carex rhizina — Осока корневищная 3(VU)
- Carex glacialis — Осока ледниковая 4(DD)
- Carex norvegica — Осока норвежская 3(VU)
- Carex otrubae — Осока Отрубы 4(DD)
- Carex parallela — Осока параллельная 4(DD)
- Carex ornithopoda — Осока птиценогая 3(VU)
- Carex laxa — Осока рыхлая 3(NT)
- Carex rupestris — Осока скальная 3(VU)
- Carex obtusata — Осока притуплённая 3(VU)
- Rhynchospora fusca — Очеретник бурый 3(VU)
- Eriophorum brachyantherum — Пушица короткотычинковая 3(VU)
- Schoenus ferrugineus — Схенус ржавый 3(NT)
- Luzula spicata — Ожика колосистая 4(DD)
- Juncus triglumis — Ситник трехчешуйный 3(VU)
- Gagea lutea — Гусиный лук желтый 3(VU)
- Cypripedium calceolus — Венерин башмачок настоящий 5(LC)
- Neottia nidus-avis — Гнездовка настоящая 3(NT)
- Epipactis atroru-bens — Дремлик темно-красный 3(VU)
- Calypso bulbosa — Калипсо луковичная 3(VU)
- Liparis loeselii — Липарис Лезеля (Лосняк Лезеля) 1(CR)
- Epipogium aphyllum — Надбородник безлистный 2(EN)
- Ophrys insectifera — Офрис насекомоносная 1(CR)
- Dactylorhiza baltica — Пальцекорник балтийский 4(DD)
- Dactylorhiza cruenta — Пальцекорник кровавый 3(NT)
- Dactylorhiza traunsteineri — Пальцекорник Траунштейнера 5(LC)
- Salix pyrolifolia — Ива грушанколистная 4(DD)
- Salix repens — Ива стелющаяся 4(DD)
- Myrica gale — Восковница болотная 3(VU)
- Betula pendula var. carelica — Берёза карельская 2(EN)
- Betula humilis — Берёза приземистая 3(NT)
- Corylus avellana — Лещина обыкновенная 3(NT)
- Humulus lupulus — Хмель вьющийся 3(NT)
- Asarum europaeum — Копытень европейский 3(VU)
- Silene acaulis — Смолка бесстебельная 1(CR)
- Dianthus arenarius — Гвоздика песчаная 3(NT)
- Gastrolychnis involucrata — Дремовидка обёрнутая 4(DD)
- Gypsophila fastigiata — Качим пучковатый 3(NT)
- Moehringia lateriflora — Мерингия бокоцветковая 3(NT)
- Minuartia verna — Минуарция весенняя 2(EN)
- Cherleria biflora — Херлерия двухцветковая 4(DD)
- Silene rupestris — Миняевия скальная 2(EN)
- Arenaria pseudofrigida — Песчанка ложнохолодная 4(DD)
- Viscaria alpina — Смолка альпийская 3(NT)
- Spergula morisonii — Торица весенняя 3(NT)
- Thalictrum aquilegiifolium — Василисник водосборолистный 3(NT)
- Thalictrum minus subsp. elatum — Василисник кемский 3(NT)
- Delphinium elatum — Живокость высокая 3(VU)
- Ranunculus hyperboreus — Лютик гиперборейный 3(VU)
- Pulsatilla vernalis — Прострел весенний 2(EN)
- Corydalis intermedia — Хохлатка средняя 3(VU)
- Cardaminopsis petraea — Кардаминопсис каменистый 3(VU)
- Draba glabella — Крупка гладковатая (к. даурская) 4(DD)
- Draba cinerea — Крупка серая 3(VU)
- Cakile arctica — Морская горчица арктическая 3(NT)
- Arabis alpina — Резуха альпийская 3(VU)
- Arabis nemorensis — Резуха дубравная 1(CR)
- Cardamine parviflora — Сердечник мелкоцветковый 3(NT)
- Drosera intermedia — Росянка промежуточная 3(VU)
- Jovibarba globifera — Бородник шароносный 4(DD)
- Rhodiola rosea — Родиола розовая 3(VU)
- Tillaea aquatica — Тиллея водная 3(VU)
- Saxifraga adscendens — Камнеломка восходящая 2(EN)
- Saxifraga aizoides — Камнеломка жестколистная 3(VU)
- Saxifraga cernua — Камнеломка поникающая 3(VU)
- Cotoneaster cinnabarinus — Кизильник киноварно-красный 3(NT)
- Potentilla crantzii — Лапчатка Кранца 3(VU)
- Potentilla conferta — Лапчатка сжатая 3(VU)
- Potentilla nivea — Лапчатка снежная 2(EN)
- Potentilla verna — Лапчатка весенняя 4(DD)
- Potentilla arenosa subsp. chamissonis — Лапчатка Шамиссо 2(EN)
- Sibbaldia procumbens — Сиббальдия лежачая 4(DD)
- Astragalus frigidus — Астрагал холодный 3(NT)
- Geranium bohemicum — Герань богемская 2(EN)
- Elatine orthosperma — Повойничек прямосемянный 3(NT)
- Helianthemum nummularium — Солнцецвет монетолистный 2(EN)
- Viola stagnina — Фиалка прудовая 3(NT)
- Epilobium davuricum — Кипрей даурский 3(NT)
- Epilobium alsinifolium — Кипрей мокричниколистный 3(NT)
- Pimpinella major — Бедренец большой 3(NT)
- Oenanthe aquatica — Омежник водный 3(NT)
- Cornus alba — Дёрен белый 3(NT)
- Chimaphila umbellata — Зимолюбка зонтичная 3(NT)
- Hypopitys monotropa — Подъельник обыкновенный 3(NT)
- Hypopitys hypophegea — Подъельник подбуковый 2(EN)
- Diapensia lapponica — Диапенсия лапландская 1(CR)
- Primula farinosa — Первоцвет мучнистый 4(DD)
- Primula stricta — Первоцвет прямой 4(DD)
- Androsace septentrionalis — Проломник северный 3(VU)
- Polemonium acutiflorum — Синюха остроцветковая 4(DD)
- Polemonium boreale — Синюха северная 3(VU)
- Hackelia deflexa — Гакелия поникшая 3(VU)
- Myosotis asiatica — Незабудка азиатская 4(DD)
- Myosotis decumbens — Незабудка холодная 3(VU)
- Myosotis ramosissima — Незабудка холмовая 3(VU)
- Dracocephalum ruyschiana — Змееголовник Рюйша 3(NT)
- Veronica fruticans — Вероника кустящаяся 4(DD)
- Veronica spicata — Вероника колосистая 3(NT)
- Melampyrum cristatum — Марьянник гребенчатый 3(NT)
- Pinguicula alpina — Жирянка альпийская 3(NT)
- Utricularia stygia — Пузырчатка стигийская 4(DD)
- Littorella uniflora — Прибрежница одноцветковая 2(EN)
- Galium odoratum — Подмаренник душистый 3(NT)
- Jasione montana — Букашник горный 4(DD)
- Campanula trachelium — Колокольчик крапиволистный 3(NT)
- Lobelia dortmanna — Лобелия Дортмана 5(LC)
- Eurybia sibirica — Астра сибирская 1(CR)
- Carlina fennica — Колючник финский 1(CR)
- Mycelis muralis — Мицелис стенной 3(VU)
- Tanacetum corymbosum — Пижма щитковая 3(VU)

- Mannia gracilis — Манния стройная 3(NT)
- Mannia pilosa — Манния волосистая 4(DD)
- Mannia fragrans — Манния пахучая 4(DD)
- Clevea hyalina — Клевея бесцветная 4(DD)
- Peltolepis quadrata — Пелтолепис четырехраздельный 4(DD)
- Sauteria alpina — Заутерия альпийская 4(DD)
- Ricciocarpos natans — Риччиокарпос плавающий 3(NT)
- Moerckia flotoviana — Мёркия Флотова 3(NT)
- Metzgeria furcata — Мецгерия вильчатая 3(VU)
- Aneura mirabilis — Аневра удивительная 4(DD)
- Porella cordaeana — Порелла Корды 3(NT)
- Frullania tamarisci — Фрулляния гребенщиковая 4(DD)
- Frullania dilatata — Фрулляния расширенная 4(DD)
- Lejeunea cavifolia — Леженея пололистная 3(VU)
- Trichocolea tomentella — Трихоколея войлочная 2(EN)
- Bazzania trilobata — Бацания трехлопастная 2(EN)
- Syzygiella autumnalis — Сизигиелла осенняя 3(NT)
- Cephalozia curvifolia — Цефалозия сходящаяся 3(NT)
- Cephalozia macounii — Цефалозия Макоуна 2(EN)
- Cephaloziella integerrima — Цефалозиелла цельнокрайная 4(DD)
- Heterogemma laxa — Гетероджемма рыхлая 2(EN)
- Lophozia ascendens — Лофозия восходящая 3(NT)
- Oleolophozia perssonii — Олеолофозия Персона 4(DD)
- Scapania apiculata — Скапания заостренная 3(NT)
- Scapania glaucocephala — Скапания сизоголовая 4(DD)
- Tritomaria exsecta — Тритомария вырезанная 2(EN)
- Anastrophyllum michauxii — Анастрофиллум Мишо 3(VU)
- Schizophyllopsis sphenoloboides — Схизофилопсис сфенолобоидный 3(VU)
- Mylia taylorii — Милия Тэйлора 4(DD)
- Arnellia fennica — Арнеллия финская 3(NT)
- Calypogeia azurea — Калипогея лазурная 2(EN)
- Calypogeia fissa — Калипогея расщеплённая 2(EN)
- Calypogeia suecica — Калипогея шведская 3(NT)
- Harpanthus scutatus — Гарпантус щитовидный 2(EN)
- Gymnomitrion corallioides — Гимномитрион коралловидный 2(EN)
- Gymnomitrion obtusum — Гимномитрион тупой 4(DD)
- Marsupella apiculata — Марсупелла заостренная 2(EN)
- Sphagnum affine — Сфагнум близкий 2(EN)
- Sphagnum palustre — Сфагнум болотный 2(EN)
- Sphagnum molle — Сфагнум мягкий 2(EN)
- Sphagnum auriculatum — Сфагнум ушковидный 3(VU)
- Andreaea obovata — Андреэа обратнояйцевидная 3(VU)
- Andreaea crassinervia — Андреэа толстожилковая 2(EN)
- Atrichum flavisetum — Атрихум желтоножковый 3(VU)
- Polytrichum hyperboreum — Политрихум северный 3(NT)
- Diphyscium foliosum — Дифисциум листоватый 3(VU)
- Encalypta spathulata — Энкалипта шпателевидная 1(CR)
- Encalypta mutica — Энкалипта тупоконечная 2(EN)
- Timmia bavarica — Тиммия баварская 0(RE)
- Distichium inclinatum — Дистихиум наклоненный 3(VU)
- Blindiadelphus subimmersus — Блиндиадельфус почтипогруженный 2(EN)
- Seligeria donniana — Зелигерия Дона 3(VU)
- Seligeria brevifolia — Зелигерия коротколистная 3(VU)
- Seligeria tristichoides — Зелигерия трехрядновидная 2(EN)
- Bucklandiella heterosticha — Баклэндиелла разноклеточная 3(VU)
- Grimmia anodon — Гриммия беззубцовая 2(EN)
- Grimmia hartmanii — Гриммия Гартмана 3(NT)
- Grimmia montana — Гриммия горная 3(VU)
- Grimmia donniana — Гриммия Дона 0(RE)
- Grimmia incurva — Гриммия искривленная 3(NT)
- Grimmia unicolor — Гриммия одноцветная 2(EN)
- Grimmia reflexidens — Гриммия отогнутозубцовая 3(VU)
- Grimmia ramondii — Гриммия Рамонда 3(NT)
- Coscinodon cribrosus — Косцинодон ситовидный 2(EN)
- Schistidium flaccidum — Схистидиум обвисший 0(RE)
- Schistidium canadense — Схистидиум канадский 2(EN)
- Schistidium confusum — Схистидиум спутанный 2(EN)
- Schistidium frisvollianum — Схистидиум Фрисволла 3(VU)
- Schistidium subjulaceum — Схистидиум почтисережчатый 3(VU)
- Dicranodontium denudatum — Дикранодонциум обнаженный 2(EN)
- Dichodontium palustre — Диходонциум болотный 3(VU)
- Paraleucobrym sauteri — Паралеукобриум Заутера 2(EN)
- Arctoa fulvella — Арктоа красновато-бурая 1(CR)
- Rhabdoweisia fugax — Рабдовайссия скороопадающая 3(VU)
- Hymenostylium recurvirostrum — Гименостилиум косоклювый 3(VU)
- Gymnostomum boreale — Гимностомум северный 2(EN)
- Didymodon icmadophilus — Дидимодон влаголюбивый 3(NT)
- Syntrichia norvegica — Синтрихия норвежская 3(NT)
- Tortula cernua — Тортула наклоненная 2(EN)
- Tortula mucronifolia — Тортула остроконечная 3(VU)
- Tortula hoppeana — Тортула Хоппе 2(EN)
- Fissidens pusillus — Фиссиденс крошечный 2(EN)
- Amblyodon dealbatus — Амблиодон беловатый 4(DD)
- Splachnum vasculosum — Сплахнум сосудообразный 3(VU)
- Tayloria splachnoides — Тэйлория сплахновидная 1(CR)
- Zygodon rupestris — Зигодон скальный 2(EN)
- Nyholmiella gymnostoma — Нихольмиелла голоустьевая 3(NT)
- Orthotrichum cupulatum — Ортотрихум плюсконосный 2(EN)
- Оrtotrichum pumilum — Ортотрихум карликовый 3(VU)
- Orthotrichum urnigerum — Ортотрихум урновидный 4(DD)
- Bryum arcticum — Бриум арктический 3(NT)
- Bryum knowltonii — Бриум Нолтона 4(DD)
- Plagiobryum zieri — Плагиобриум Зайера 2(EN)
- Pohlia obtusifolia — Полия туполистная 0(RE)
- Plagiomnium affine — Плагиомниум близкий 2(EN)
- Aulacomnium turgidum — Аулакомниум вздутый 3(NT)
- Fontinalis squamosa — Фонтиналис чешуйчатый 4(DD)
- Herzogiella striatella — Герцогиелла мелкополосатая 3(NT)
- Myurella tenerrima — Миурелла тоненькая 3(VU)
- Orthothecium chryseon — Ортотециум золотистый 4(DD)
- Orthothecium rufescens — Ортотециум красновато-бурый 3(VU)
- Plagiothecium nemorale — Плагиотециум дубравный 4(DD)
- Plagiothecium platyphyllum — Плагиотециум широколистный 4(DD)
- Pseudotaxiphyllum elegans — Псевдотаксифиллум изящный 3(NT)
- Neckera besseri — Неккера Бессера 3(NT)
- Neckera crispa — Неккера курчавая 3(VU)
- Neckera pennata — Неккера перистая 3(NT)
- Antitrichia curtipendula — Антитрихия повисшая 2(EN)
- Ctenidium molluscum — Ктенидиум мягкий 3(VU)
- Brachythecium turgidum — Брахитециум вздутый 3(NT)
- Brachythecium tommasinii — Брахитециум Томазини 2(EN)
- Brachythecium glareosum — Брахитециум хрящеватый 3(NT)
- Plasteurhynchium striatulum — Пластэвринхиум слабополосатый 1(CR)
- Eurhynchium angustirete — Эвринхиум узкоклеточный 3(VU)
- Conardia compacta — Конардия плотная 1(CR)
- Hamatocaulis lapponicus — Гаматокаулис лапландский 3(VU)
- Aquilonium plicatulum — Аквилониум складчатый 3(VU)
- Buckia vaucheri — Бакиа Воше 3(NT)
- Pseudohygrohypnum fertile — Псевдогигрогипнум плодовитый 2(EN)
- Stereodon hamulosus — Стереодон короткорючковатый 3(VU)
- Stereodon holmenii — Стереодон Холмена 3(VU)
- Campyliadelphus elodes — Кампилиадельфус болотный 3(VU)
- Campylophyllum halleri — Кампилофиллум Галлера 3(NT)
- Myrinia pulvinata — Мириния подушковидная 3(NT)
- Serpoleskea confervoides — Серполескеа конфервовидная 3(VU)

- Arthonia vinosa — Артония винная 3(NT)
- Arthonia cinereopruinosa — Артония пепельно-присыпанная 4(DD)
- Felipes leucopellaeus — Фелипес беловатый 3(NT)
- Bactrospora brodoi — Бактроспора Бродо 3(NT)
- Lecanactis abietina — Леканактис еловый 3(NT)
- Schismatomma pericleum — Схизматомма пихтовая 3(NT)
- Sclerophora peronella — Склерофора перонелла 4(DD)
- Sclerophora coniophaea — Склерофора темноконусная 3(NT)
- Chaenotheca gracillima — Хенотека грациознейшая 3(NT)
- Chaenotheca gracilenta — Хенотека изящненькая 3(NT)
- Chaenotheca stemonea — Хенотека порошистая 3(NT)
- Chaenotheca phaeocephala — Хенотека тёмноголовая 4(DD)
- Chaenotheca subroscida — Хенотека почти росистая 3(NT)
- Acrocordia cavata — Акрокордия каверновая 3(NT)
- Dermatocarpon meiophyllizum — Дерматокарпон малолистоватый 4(DD)
- Endocarpon adsurgens — Эндокарпон набухающий 4(DD)
- Phaeocalicium populneum — Феокалициум тополевый 2(EN)
- Chaenothecopsis viridialba — Хенотекопсис зелено-белый 3(NT)
- Chaenothecopsis fennica — Хенотекопсис финский 3(NT)
- Acolium inquinans — Аколиум грязный 3(NT)
- Acolium karelicum — Аколиум карельский 3(NT)
- Calicium lenticulare — Калициум чечевицеобразный 3(VU)
- Calicium tigillare — Калициум брусочный 3(VU)
- Tholurna dissimilis — Толурна непохожая 4(DD)
- Anaptychia ciliaris — Анаптихия реснитчатая 4(DD)
- Heterodermia speciosa — Гетеродермия красивая 2(EN)
- Rinodina degeliana — Ринодина Дегелиуса 3(NT)
- Phaeophyscia endophoenicea — Феофисция внутри пурпурная 3(NT)
- Phaeophyscia kairamoi — Феофисция Кайрамо 3(VU)
- Physcia phaea — Фисция тёмная 3(NT)
- Catillaria contristans — Катиллярия тусклая 4(DD)
- Cladonia strepsilis — Кладония скручивающаяся 4(DD)
- Pycnothelia papillaria — Пикнотелия сосочковая 3(VU)
- Miriquidica ventosa — Мириквидика ветреная 4(DD)
- Protoparmeliopsis laatokkaënsis — Протопармелиопсис ладожский 2(EN)
- Alectoria vexillifera — Алектория флагоносная 3(NT)
- Bryoria nitidula — Бриория блестящая 2(EN)
- Bryoria bicolor — Бриория двуцветная 2(EN)
- Bryoria smithii — Бриория Смита 1(CR)
- Bryoria fremontii — Бриория Фремонта 3(VU)
- Vulpicida juniperinus — Вульпицида можжевеловая 3(NT)
- Hypogymnia bitteri — Гипогимния Биттера 3(NT)
- Hypogymnia austerodes — Гипогимния жестковатая 4(DD)
- Xanthoparmelia verruculifera — Ксантопармелия бородавочконосная 3(NT)
- Menegazzia terebrata — Менегацция пробуравленная 0(RE)
- Parmelina tiliacea — Пармелина липовая 2(EN)
- Tuckermannopsis ciliaris — Тукерманнопсис реснитчатый 3(NT)
- Tuckneraria laureri — Тукнерария Лаурера 3(NT)
- Usnea barbata — Уснея бородатая 3(NT)
- Usnea longissima — Уснея длиннейшая 1(CR)
- Usnea glabrata — Уснея оголенная 4(DD)
- Cetrelia olivetorum — Цетрелия оливковая 2(EN)
- Cetrelia cetrarioides — Цетрелия цетрариевидная 3(NT)
- Evernia divaricata — Эверния растопыренная 3(NT)
- Psilolechia clavulifera — Псилолехия булавоносная 4(DD)
- Ramalina baltica — Рамалина балтийская 3(NT)
- Ramalina thrausta — Рамалина ниточная 3(VU)
- Ramalina obtusata — Рамалина притуплённая 3(NT)
- Ramalina roesleri — Рамалина Рэслера 3(NT)
- Ramalina subfarinacea — Рамалина почти мучнистая 3(NT)
- Ramalina fraxinea — Рамалина ясеневая 3(VU)
- Ramboldia cinnabarina — Рамболдия киноварно-красная 3(NT)
- Stereocaulon dactylophyllum — Стереокаулон пальчатолистный 3(NT)
- Stereocaulon symphycheilum — Стереокаулон сростногубый 3(NT)
- Blennothallia crispa — Бленноталлия курчавая 3(NT)
- Collema curtisporum — Коллема короткоспоровая 3(VU)
- Collema ramenskii — Коллема Раменского 3(NT)
- Collema subnigrescens — Коллема почти чернеющая 3(NT)
- Collema nigrescens — Коллема чернеющая 2(EN)
- Leptogium cyanescens — Лептогиум синеватый 3(NT)
- Rostania occultata — Ростания скрытая 3(NT)
- Scytinium subtile — Сцитиниум нежный 3(NT)
- Scytinium fragrans — Сцитиниум пахучий 3(VU)
- Scytinium plicatile — Сцитиниум складчатый 3(NT)
- Fuscopannaria mediterranea — Фускопаннария средиземноморская 3(NT)
- Dendriscosticta wrightii — Дендрискостикта Райта 0(RE)
- Lobaria pulmonaria — Лобария лёгочная 3(VU)
- Lobarina scrobiculata — Лобарина ямчатая 3(NT)
- Leptochidium albociliatum — Лептохидиум белореснитчатый 4(DD)
- Nephroma isidiosum — Нефрома изидиозная 0(RE)
- Nephroma laevigatum — Нефрома сглаженная 2(EN)
- Nephroma helveticum — Нефрома швейцарская 4(DD)
- Peltigera horizontalis — Пельтигера горизонтальная 3(NT)
- Peltigera venosa — Пельтигера жилковатая 3(NT)
- Peltigera collina — Пельтигера холмовая 3(NT)
- Peltigera elisabethae — Пельтигера Элизабет 3(NT)
- Solorina saccata — Солорина мешотчатая 3(NT)
- Bryoplaca sinapisperma — Бриоплака горчичносемянная 4(DD)
- Calogaya decipiens — Калогая обманчивая 4(DD)
- Xanthomendosa fallax — Ксантомендоза обманчивая 0(RE)
- Coenogonium luteum — Ценогониум желтоватый 4(DD)
- Gyalecta ulmi — Гиалекта ильмовая 3(VU)
- Gyalecta russula — Гиалекта красноватая 4(DD)
- Gyalecta kukriensis — Гиалекта кукрийская 4(DD)
- Gyalecta friesii — Гиалекта Фриза 4(DD)
- Thamnolia vermicularis — Тамнолия червеобразная 3(NT)
- Varicellaria rhodocarpa — Варицеллярия розовоплодная 3(NT)
- Pertusaria coronata — Пертузария увенчанная 3(VU)
- Aspilidea myrinii — Аспилидея Мюрина 4(DD)
- Biatoridium monasteriense — Биаторидиум монастырский 4(DD)
- Synalissa ramulosa — Синалисса разветвленная 2(EN)
- Lichenomphalia hudsoniana — Лихеномфалия гудзонская 4(DD)

- Chlorophyllum rachodes — Гриб-зонтик краснеющий 3(NT)
- Macrolepiota procera — Гриб-зонтик пестрый 3(NT)
- Calvatia gigantea — Головач гигантский 3(NT)
- Phaeolepiota aurea — Зонтик золотистый 3(NT)
- Cystodermella cinnabarina — Цистодерма киноварно-красная 4(DD)
- Hygrophorus erubescens — Гигрофор краснеющий 4(DD)
- Hygrocybe conica — Гигроцибе коническая 3(NT)
- Cortinarius sanguineus — Паутинник карминно-красный 3(NT)
- Cortinarius violaceus — Паутинник фиолетовый 3(NT)
- Lepista nuda — Рядовка фиолетовая 3(NT)
- Stropharia aeruginosa — Строфария сине-зеленая 3(NT)
- Pholiota squarrosa — Чешуйчатка обыкновенная 3(NT)
- Laccaria amethystina — Лаковица фиолетовая 3(NT)
- Cystostereum murrayi — Цистостереум Мюррея 3(NT)
- Leccinum duriusculum — Осиновик серый 4(DD)
- Imleria badia — Польский гриб 3(NT)
- Gyroporus cyanescens — Синяк 3(NT)
- Ramaricium albo-ochraceum — Рамарициум бело-охряный 3(VU)
- Ramaria flavescens — Рамария желтеющая 3(NT)
- Ramaria flavobrunnescens — Рамария желто-буроватая 3(NT)
- Geastrum triplex — Звездовик тройной 4(DD)
- Geastrum fimbriatum — Звездовик бахромчатый 4(DD)
- Geastrum pectinatum — Звездовик гребенчатый 4(DD)
- Suillosporium cystidiatum — Суиллоспориум цистидный 2(EN)
- Sidera lenis — Сидера нежная 3(VU)
- Clavariadelphus pistillaris — Рогатик пестиковый 3(VU)
- Kavinia alboviridis — Кавиния бело-зеленая 3(NT)
- Lentaria afflata — Лентария вздутая 3(NT)
- Punctularia strigosozonata — Пунктулярия щетинисто-зональная 3(VU)
- Ganoderma lucidum — Ганодерма блестящая 3(VU)
- Xenasma pulverulentum — Ксенасма припудренная 3(VU)
- Xenasma rimicola — Ксенасма щелелюбивая 3(VU)
- Aurantiporus fissilis — Аурантипорус расщепляющийся 3(VU)
- Radulodon erikssonii — Радулодон Эрикссона 3(VU)
- Flaviporus citrinellus — Флавипорус лимонно-желтоватый 3(VU)
- Junghuhnia pseudozilingiana — Юнгхуния Зилинга ложная 3(NT)
- Junghuhnia collabens — Юнгхуния сминающаяся 3(NT)
- Anomoporia bombycina — Аномопория шелковистая 3(VU)
- Antrodia albobrunnea — Антродия бело-бурая 3(VU)
- Antrodia mellita — Антродия медовая 3(VU)
- Antrodia pulvinascens — Антродия подушкообразная 3(VU)
- Antrodia crassa — Антродия толстая 2(EN)
- Antrodia primaeva — Антродия первобытная 3(VU)
- Oligoporus persicinus — Олигопорус персико-красный 2(EN)
- Parmastomyces mollissimus — Пармастомицес переменчивый 3(VU)
- Postia undosa — Постия волнистая 3(VU)
- Pycnoporellus alboluteus — Пикнопореллус бело-желтый 2(EN)
- Diplomitoporus crustulinus — Дипломитопорус корочковый 3(VU)
- Haploporus odorus — Гаплопорус пахучий 2(EN)
- Leptoporus mollis — Лептопорус мягкий 3(NT)
- Piloporia sajanensis — Пилопория саянская 3(VU)
- Polyporus badius — Полипорус каштановый 3(NT)
- Polyporus pseudobetulinus — Полипорус ложноберезовый 2(EN)
- Polyporus umbellatus — Полипорус зонтичный 3(NT)
- Rhodonia placenta — Родония распластанная 3(NT)
- Skeletocutis stellae — Скелетокутис звездчатый 3(VU)
- Spongipellis spumeus — Спонгипеллис пенообразный 3(VU)
- Rigidoporus crocatus — Ригидопорус шафранно-желтый 3(VU)
- Sparassis crispa — Грибная капуста 3(VU)
- Gloeophyllum protractum — Глеофиллум продолговатый 3(NT)
- Gloiodon strigosus — Глиодон щетинистый 3(VU)
- Dentipellis fragilis — Дентипеллис ломкий 3(VU)
- Gloeodontia subasperispora — Глеодонтия шероховатоспоровая 3(VU)
- Asterostroma laxum — Астерострома рыхлая 3(VU)
- Vararia racemosa — Варария кистеносная 3(VU)
- Laurilia sulcata — Лаурилия бороздчатая 3(NT)
- Peniophora septentrionalis — Пениофора северная 3(NT)
- Boletopsis leucomelaena — Болетопсис бело-черный 2(EN)
- Tomentella crinalis — Томентелла волосатая 3(NT)
- Mutinus caninus — Мутинус собачий 4(DD)
- Elmerina caryae — Эльмерина кариевая 3(NT)

### Животные
На 2020 год в Красную книгу внесены 332 вида животных (в скобках указана категория редкости).
- Erinaceus europaeus — Обыкновенный еж 3(NT)
- Sorex minutissimus — Крошечная бурозубка 3(NT)
- Sorex isodon — Равнозубая бурозубка 4(DD)
- Myotis dasycneme — Прудовая ночница 4(DD)
- Myotis mystacinus — Усатая ночница 3(NT)
- Plecotus auritus — Бурый ушан 3(NT)
- Pteromys volans — Летяга 5(LC)
- Micromys minutus — Мышь-малютка 3(NT)
- Apodemus flavicollis — Желтогорлая мышь 0(RE)
- Apodemus agrarius — Полевая мышь 3(NT)
- Myopus schisticolor — Лесной лемминг 3(NT)
- Myodes rutilus — Красная полевка 4(DD)
- Eliomys quercinus — Садовая соня 0(RE)
- Lepus europaeus — Заяц-русак 4(DD)
- Mustela lutreola — Европейская норка 0(RE)
- Gulo gulo — Росомаха 5(LC)
- Lutra lutra — Выдра 5(LC)
- Mustela nivalis — Ласка 4(DD)
- Lynx lynx — Рысь 3(NT)
- Pusa hispida ladogensis — Ладожская нерпа 3(VU)
- Capreolus capreolus — Косуля 5(LC)
- Rangifer tarandus fennicus — Лесной северный олень 2(EN)
- Phocaena phocaena phocaena — Морская свинья 4(DD)

- Gavia stellata — Краснозобая гагара 3(VU)
- Gavia arctica — Чернозобая гагара 3(VU)
- Gavia adamsii — Белоклювая гагара 4(DD)
- Podiceps auritus — Красношейная поганка 3(VU)
- Ciconia ciconia — Белый аист 3(NT)
- Ciconia nigra — Черный аист 0(RE)
- Branta bernicla — Черная казарка 3(NT)
- Branta ruficollis — Краснозобая казарка 4(DD)
- Anser anser — Серый гусь 3(NT)
- Anser erythropus — Пискулька 1(CR)
- Anser fabalis — Гуменник 3(VU)
- Cygnus cygnus — Лебедь-кликун 3(NT)
- Cygnus bewickii — Малый лебедь 3(VU)
- Tadorna tadorna — Пеганка 4(DD)
- Anas strepera — Серая утка 3(NT)
- Anas acuta — Шилохвость 3(NT)
- Aythya ferina — Красноголовый нырок 3(NT)
- Aythya marila — Морская чернеть 3(NT)
- Somateria mollissima — Обыкновенная гага 2(EN) (ладожская популяция)
- Polysticta stelleri — Сибирская гага 4(DD)
- Melanitta fusca — Турпан 3(NT)
- Mergellus albellus — Луток 3(NT)
- Pandion haliaetus — Скопа 3(NT)
- Milvus migrans — Черный коршун 3(NT)
- Circus macrourus — Степной лунь 2(EN)
- Circus pygargus — Луговой лунь 3(NT)
- Buteo buteo — Обыкновенный канюк 3(NT)
- Circaetus gallicus — Змееяд 1(CR)
- Aquila clanga — Большой подорлик 2(EN)
- Aquila pomarina — Малый подорлик 3(VU)
- Aquila chrysaetos — Беркут 2(EN)
- Haliaeetus albicilla — Орлан-белохвост 3(NT)
- Falco rusticolus — Кречет 0(RE)
- Falco peregrinus — Сапсан 1(CR)
- Falco columbarius — Дербник 3(NT)
- Falco vespertinus — Кобчик 4(DD)
- Falco tinnunculus — Обыкновенная пустельга 3(NT)
- Perdix perdix — Серая куропатка 0(RE)
- Coturnix coturnix — Перепел 4(DD)
- Grus grus — Серый журавль 3(NT)
- Crex crex — Коростель 3(NT)
- Fulica atra — Лысуха 3(NT)
- Haematopus ostralegus — Кулик-сорока 3(VU)
- Tringa totanus — Травник 3(NT)
- Philomachus pugnax — Турухтан 3(NT)
- Gallinago media — Дупель 3(VU)
- Numenius arquata — Большой кроншнеп 3(NT)
- Numenius phaeopus — Средний кроншнеп 3(NT)
- Limosa limosa — Большой веретенник 3(NT)
- Larus fuscus — Клуша 3(VU)
- Hydroprogne caspia — Чеграва 4(DD)
- Sterna albifrons — Малая крачка 4(DD)
- Fratercula arctica — Тупик 4(DD)
- Columba oenas — Клинтух 3(VU)
- Streptopelia turtur — Обыкновенная горлица 3(VU)
- Nyctea scandiaca — Белая сова 3(VU)
- Bubo bubo — Филин 2(EN)
- Aegolius funereus — Мохноногий сыч 3(NT)
- Glaucidium passerinum — Воробьиный сыч 3(NT)
- Surnia ulula — Ястребиная сова 3(NT)
- Strix uralensis — Длиннохвостая неясыть 3(NT)
- Strix nebulosa — Бородатая неясыть 3(VU)
- Caprimulgus europaeus — Обыкновенный козодой 3(NT)
- Picus canus — Седой дятел 3(VU)
- Dendrocopos leucotos — Белоспинный дятел 3(NT)
- Picoides tridactylus — Трехпалый дятел 3(NT)
- Eremophila alpestris — Рогатый жаворонок 3(NT)
- Lullula arborea — Лесной жаворонок 3(VU)
- Lanius excubitor — Серый сорокопут 3(NT)
- Perisoreus infaustus — Кукша 3(NT)
- Cinclus cinclus — Оляпка 3(VU)
- Parus cyanus — Белая лазоревка 3(VU)
- Emberiza rustica — Овсянка-ремез 3(NT)
- Emberiza aureola — Дубровник 1(CR)
- Calcarius lapponicus — Лапландский подорожник 3(NT)

- Lacerta agilis — Прыткая ящерица 3(VU)
- Natrix natrix — Обыкновенный уж 3(VU)

- Acipenser sturio — Атлантический осетр 1(CR)
- Acipenser ruthenus — Стерлядь 1(CR)
- Salmo salar m. sebago — Пресноводный лосось 3(NT)
- Salmo trutta m. lacustris — Обыкновенная кумжа 3(NT) (бассейны Ладожского и Онежского озёр)
- Salmo trutta m. fario — Ручьевая форель 3(NT)
- Stenodus leucichthys nelma — Нельма 1(CR)
- Aspius aspius — Жерех 4(DD)

- Brachycercus harrisella — Брахицеркус харризелла 4(DD)
- Aeshna viridis — Коромысло зеленое 3(NT)
- Libellula fulva — Стрекоза рыжая 3(NT)
- Libellula depressa — Стрекоза плоская 3(VU)
- Orthetrum cancellatum — Стрекоза морщинистая 4(DD)
- Protonemura intricata — Протонемура интриката 3(NT)
- Psophus stridulus — Кобылка трескучая 1(CR)
- Bryodema tuberculata — Трещотка ширококрылая 0(RE)
- Podismopsis poppiusi — Подизмопсис Поппиуса 3(NT)
- Tetrix tenuicornis — Прыгунчик тонкоусый 4(DD)
- Cicadetta montana — Цикада горная 0(RE)
- Cixidia lapponica — Циксидия лапландская 3(NT)
- Aradus truncatus — Подкорник усеченный 3(NT)
- Aradus angularis — Подкорник угловатый 4(DD)
- Aradus ribauti — Подкорник Рибаута 4(DD)
- Trachypachus zetterstedtii — Трахипахис Цеттерштедта 4(DD)
- Carabus nitens — Жужелица блестящая 3(NT)
- Carabus menetriesi — Жужелица Менетрие 4(DD)
- Cicindela maritima — Скакун прибрежный 4(DD)
- Dytiscus latissimus — Плавунец широкий 4(DD)
- Agabus clypealis — Гребец щитовидный 4(DD)
- Agabus uliginosus — Гребец бурый 4(DD)
- Rhantus bistriatus — Ильник двусполосый 4(DD)
- Agathidium pulchellum — Агатидиум хорошенький 4(DD)
- Acritus minutus — Акритус мелкий 3(NT)
- Paromalus parallelepipedus — Паромалюс параллелепипедный 3(NT)
- Hololepta plana — Карапузик-плоскушка осиновый 3(VU)
- Onthophagus nuchicornis — Калоед короткорогий 0(RE)
- Protaetia marmorata — Бронзовка мраморная 3(NT)
- Platycerus caraboides — Рогач синий 4(DD)
- Ceruchus chrysomelinus — Рогачик скромный 3(VU)
- Sinodendron cylindricum — Носорог малый 3(VU)
- Riolus nitens — Нормандия блестящая 4(DD)
- Danosoma fasciatum — Лакон каемчатый 3(NT)
- Ampedus praeustus — Ампедус обожженный 4(DD)
- Ampedus cinnaberinus — Ампедус киноварно-красный 4(DD)
- Ampedus sanguineus — Ампедус кроваво-красный 4(DD)
- Cardiophorus asellus — Кардиофорус-ослик 4(DD)
- Hylochares cruentatus — Древожил осиновый 3(VU)
- Dirrhagofarsus attenuatus — Ракопус утонченный 3(VU)
- Aulonothroscus laticollis — Аулонотроскус плоскошеий 3(VU)
- Agrilus ater — Златка узкотелая осиновая 3(VU)
- Chalcophora mariana — Златка большая сосновая 3(VU)
- Buprestis novemmaculata — Златка хвойная пятнистая 3(VU)
- Buprestis octoguttata — Златка хвойная синяя 3(VU)
- Dicerca alni — Дицерка ольховая 3(NT)
- Oxypteris acuminata — Златка заостренная 3(NT)
- Phaenops cyanea — Златка синяя 3(NT)
- Chrysobothris chrysostigma — Златка золотоямчатая 3(NT)
- Poecilonota variolosa — Златка изменчивая осиновая 3(NT)
- Calitys scabra — Калитис шершавый 4(DD)
- Malachius aeneus — Малашка бронзовая 3(NT)
- Rhizophagus puncticollis — Ризофагус пунктиколлис 3(NT)
- Silvanus unidentatus — Сильванус равнозубый 3(NT)
- Uleiota planata — Улеиота плоская 3(NT)
- Cucujus cinnaberinus — Плоскотелка киноварно-красная 1(CR)
- Sulcacis bidentulus — Сулькацис двузубый 3(NT)
- Mycetophagus quadripustulatus — Грибоед четырехпятнистый 3(NT)
- Ditylus laevis — Дитилюс гладкий 3(NT)
- Calopus serraticornis — Калопус пильчатоусый 3(NT)
- Pytho kolwensis — Трухляк колвенсис 3(NT)
- Boros schneideri — Борос Шнайдера 3(NT)
- Scotodes annulatus — Скотодес кольчатый 3(NT)
- Mycetochara humeralis — Мицетохара хумералис 4(DD)
- Tomoxia bucephala — Томоксия бычеголовая 3(NT)
- Dircaea quadriguttata — Диркеа четырехпятнистая 3(VU)
- Zilora elongata — Зилора удлиненная 4(DD)
- Phryganophilus ruficollis — Фриганофилюс красношеий 3(VU)
- Tragosoma depsarium — Дровосек косматогрудый 2(EN)
- Arhopalus ferus — Аропалюс ферус 4(DD)
- Pachyta lamed — Пахита ламед 3(NT)
- Acmaeops septentrionis — Акмеопс северный 3(NT)
- Acmaeops smaragdulus — Акмеопс изумрудный 3(NT)
- Cortodera femorata — Кортодера фемората 3(NT)
- Nivellia extensa — Нивеллия распростертая 4(DD)
- Nivellia sanguinosa — Нивеллия кровавая 3(NT)
- Lepturalia nigripes — Лептура черноногая 3(NT)
- Leptura thoracica — Лептура красногрудая 3(VU)
- Pedostrangalia pubescens — Лептура опушенная 3(NT)
- Obrium cantharinum — Обриум кантаринум 4(DD)
- Aromia moschata — Усач мускусный 2(EN)
- Xylotrechus pantherinus — Клит пантеровый 4(DD)
- Semanotus undatus — Дровосек еловый  поперечно-полосатый 4(DD)
- Lamia textor — Дровосек-толстяк ивовый 3(NT)
- Leiopus punctulatus — Леиопус пунктированный 3(VU)
- Acanthocinus griseus — Дровосек серый длинноусый 3(NT)
- Saperda carcharias — Скрипун осиновый большой 3(NT)
- Saperda populnea — Скрипун осиновый малый 3(NT)
- Oberea oculata — Дровосек ивовый красношеий 3(NT)
- Phytoecia nigricornis — Фитоеция черноусая 4(DD)
- Phytoecia cylindrica — Фитоеция цилиндрическая 4(DD)
- Platyrrhinus resinosus — Ложнослоник большой 3(VU)
- Gonotropis dorsalis — Ложнослоник дорзальный 4(DD)
- Lixus iridis — Фрачник обыкновенный 3(NT)
- Cossonus parallelepipedus — Долгоносик-трухляк параллелепипедный 3(NT)
- Cossonus cylindricus — Долгоносик-трухляк цилиндрический 3(NT)
- Magdalis violacea — Магдалис фиолетовый 3(VU)
- Orthotomicus longicollis — Ортотомикус длинношеий 3(VU)
- Xyleborus cryptographus — Ксилеборус криптограф 3(NT)
- Inocellia crassicornis — Иноцеллия толстоусая 4(DD)
- Sisyra jutlandica — Сизира ютландская 4(DD)
- Myrmeleon formicarius — Муравьиный лев обыкновенный 3(NT)
- Myrmeleon bore — Муравьиный лев северный 4(DD)
- Panorpa hybrida — Скорпионница гибридная 4(DD)
- Chimarra marginata — Химарра окаймленная 3(NT)
- Wormaldia subnigra — Потоколюб черноватый 3(NT)
- Philopotamus montanus — Потоколюб горный 3(NT)
- Semblis atrata — Семблис черный 4(DD)
- Semblis phalaenoides — Семблис красивый 3(VU)
- Zygaena osterodensis — Пестрянка скабиозовая 3(NT)
- Hesperia comma — Толстоголовка-запятая 3(NT)
- Pyrgus centaureae — Толстоголовка северная 3(VU)
- Parnassius mnemosyne — Аполлон черный 3(VU)
- Parnassius apollo — Аполлон 1(CR)
- Thecla betulae — Зефир берёзовый 3(NT)
- Lycaena helle — Червонец голубоватый 3(NT)
- Glaucopsyche alexis — Голубянка алексис 3(NT)
- Pseudoaricia nicias — Голубянка гераниевая 3(NT)
- Argynnis niobe — Перламутровка ниоба 3(NT)
- Boloria freija — Перламутровка фрея 3(NT)
- Boloria frigga — Перламутровка фригга 3(NT)
- Boloria titania — Перламутровка титания 3(NT)
- Maniola lycaon — Крупноглазка ликаон 4(DD)
- Erebia euryale — Чернушка эвриала 3(NT)
- Baptria tibiale — Пяденица траурная 3(NT)
- Polythrena coloraria — Политрена окрашенная 3(NT)
- Gastropacha quercifolia — Коконопряд дуболистный 3(NT)
- Saturnia pavonia — Павлиноглазка малая 3(NT)
- Thumatha senex — Лишайница поздняя 3(NT)
- Hyphoraia aulica — Медведица буро-жёлтая 4(DD)
- Callimorpha dominula — Медведица-госпожа 3(NT)
- Acantholyda flaviceps — Акантолида желтоголовая 4(DD)
- Arge pullata — Арге темный 4(DD)
- Abia candens — Абия блистающая 4(DD)
- Trichiosoma pusillum — Волосатик Гренблума 4(DD)
- Pseudoclavellaria amerinae — Псевдоклавеллярия америна 3(VU)
- Praia taczanowski — Прайя Тачановского 4(DD)
- Corinis amoena — Коринес прелестный 4(DD)
- Tremex fuscicornis — Рогохвост лиственный 3(VU)
- Xiphydria prolongata — Ксифидрия удлиненная 4(DD)
- Xiphydria picta — Ксифидрия пестрая 4(DD)
- Ussurinus nobilis — Уссуринус благородный 4(DD)
- Calameuta filum — Каламеута нитевидная 4(DD)
- Tiphia minuta — Тифия мелкая 4(DD)
- Metocha articulata — Метоха ихневмонидная 4(DD)
- Chrysis ruddii — Хризис Рудди 3(NT)
- Chrysis iris — Хризис ирис 4(DD)
- Chrysis graelsii — Хризис Граэльса 3(NT)
- Ferreola diffinis — Ферреола диффинис 4(DD)
- Discoelius dufourii — Дискоэлиус Дюфура 3(VU)
- Ancistrocerus nigricornis — Анцистроцерус черноусый 4(DD)
- Symmorphus crassicornis — Симморфус толстоусый 3(NT)
- Symmorphus fuscipes — Симморфус темноногий 4(DD)
- Symmorphus murarius — Симморфус мурариус 4(DD)
- Odynerus reniformis — Одинер почковидный 4(DD)
- Philantus triangulum — Пчелиный волк 4(DD)
- Lestica clypeata — Лестика клипеата 3(NT)
- Andrena hattorfiana — Пчела земляная хатторфиана 4(DD)
- Andrena labialis — Пчела земляная лабиалис 4(DD)
- Andrena nigrospina — Пчела земляная мохноногая 4(DD)
- Megachile bombycina — Мегахиле атласная 4(DD)
- Coelioxys lanceolata — Целиоксис копьевидный 3(NT)
- Hylaeus nigritus — Хилеус черный 4(DD)
- Nomada armata — Номада вооруженная 4(DD)
- Nomada opaca — Номада мрачная 4(DD)
- Nomada integra — Номада красная 4(DD)
- Bombus muscorum — Шмель моховой 4(DD)
- Bombus patagiatus — Шмель окаймлённый 4(DD)
- Bombus humilis — Шмель скромный 4(DD)
- Bombus schrencki — Шмель Шренка 3(NT)
- Bombus barbutellus — Шмель-кукушка барбутеллюс 4(DD)
- Chalcis sispes — Хальцис сиспес 4(DD)
- Brachymeria minuta — Брахимерия мелкая 4(DD)
- Atanycolus neesii — Атаниколюс Ниса 4(DD)
- Reclinervellus nielseni — Полисфинкта Нильсена 4(DD)
- Zatypota albicoxa — Затипота белотазиковая 4(DD)
- Pseudorhyssa alpestris — Псевдорисса приальпийская 4(DD)
- Megarhyssa vagatoria — Мегарисса вагатория 4(DD)
- Eusterinx circaea — Эустеринкс циркея 4(DD)
- Diacritus aciculatus — Диакритус ацикулятус 4(DD)
- Euceros pruinosus — Эуцерос пруинозус 4(DD)
- Adelognathus longithorax — Аделогнатус длинногрудый 4(DD)
- Colpotrochia cincta — Колпотрохия опоясанная 4(DD)
- Xorides depressus — Ксоридес депрессус 4(DD)
- Xorides sepulchralis — Ксоридес могильный 4(DD)
- Seleucus cuneiformis — Селеукус клиновидный 4(DD)
- Lycorina triangulifera — Ликорина триангулифера 4(DD)
- Coleocentrus exareolatus — Колеоцентрус экзареолятус 4(DD)
- Microleptes rectangulus — Микролептес прямоугольный 4(DD)
- Arotes albicinctus — Аротес белопоясковый 4(DD)
- Protichneumon pisorius — Наездник ночницевый 4(DD)
- Ctenophora guttata — Гребенчатоусая долгоножка пятнистая 3(NT)
- Tipula benesignata — Долгоножка выразительная 3(VU)
- Phoroctenia vittata — Гребенчатоусая долгоножка полосатая 3(VU)
- Tanyptera nigricornis nigricornis — Гребенчатоусая долгоножка черноусая 3(VU)
- Elephantomyia edwardsi — Длиннохоботница эдвардса 3(NT)
- Gnophomyia acheron — Лимонница ахерон 3(NT)
- Libnotes ladogensis — Либнотес ладожский 3(NT)
- Dicranomyia melleicauda stenoptera — Дикраномия короткокрылая 3(NT)
- Limnophyes er — Лимнофиес-ёж 3(VU)
- Mesaxymya kerteszi — Мезаксимиа Кертеша 2(EN)
- Pachyneura fasciata — Пахинеура полосатая 3(VU)
- Keroplatus tipuloides — Плоскоуска типуловидная 3(VU)
- Hyperoscelis eximia — Хиперосцелис исключительный 3(NT)
- Xylophagus kowarzi — Стволоедка черная 3(NT)
- Xylophagus junki — Стволоедка Юнка 3(VU)
- Xylophagus inermis — Стволоедка беззащитная 3(VU)
- Xylomya czekanovskii — Осовидка Чекановского 3(NT)
- Neopachygaster meromelas — Неопахигастер абсолютно черный 3(NT)
- Wiedemannia simplex — Видеманния простая 3(VU)
- Ceriana conopsoides — Цериана конопсовидная 3(NT)
- Chalcosyrphus piger — Древесинница сосновая 3(VU)
- Doros profuges — Дорос сетчатый 3(VU)
- Lejota ruficornis — Древесинница красноусая 3(NT)
- Mallota megilliformis — Маллота мегилиформис 3(NT)
- Sphecomyia vespiformis — Сфекомия осовидная 3(VU)
- Xylota xanthocnema — Древесинница желтоногая 3(NT)
- Volucella inanis — Шмелевидка воздушная 3(NT)
- Pseudotephritis corticalis — Псевдопестрокрылка подкорная 3(NT)

- Saduria entomon — Таракан морской 3(VU)
- Gammaracanthus lacustris — Бокоплав панцирный 3(VU)

- Marstoniopsis steinii — Марстониопсис Штейна 3(VU)
- Margaritifera margaritifera — Жемчужница европейская 1(CR)
- Unio crassus — Толстая перловица 3(VU)